# Terrorgram
Terrorgram je krajně pravicová, decentralizovaná síť účtů a kanálů na sociální síti Telegram. Tyto účty propagují militantní akceleracionismus z neofašistických pozic. Často sdílejí instrukce a manuály, jak páchat zločiny z nenávisti, jak se stát aktivním střelcem nebo sabotovat infrastrukturu. Terrorgram se stal vlivnou komunikační platformou pro neonacistická teroristická hnutí, jako jsou Atomwaffen Division nebo The Base.
Inspirací mu bylo neonacistické fórum Iron March, které bylo v provozu v letech 2011 až 2017. Řada teroristických útoků byla při vyšetřování spojena právě s Terrorgramem. Vyskytuje se na něm také „kultura svatých“ (tj. oslavování útočníků provádějících teroristické útoky). Terrorgram je označován za teroristické hnutí v Austrálii, Spojeném království a ve Spojených státech amerických.

## Historie
Terrorgram si během svého fungování prošel několika vývojovými fázemi. Jeho zdrojem inspirace bylo nyní již deaktivované naonacistické internetové fórum Iron March. Zde byla například propagována kniha Siege od amerického neonacisty Jamese Masona. V ní vybízel k vytvoření decentralizované sítě teroristických buněk, jejichž úkolem bude destabilizovat společnost a dospět k revoluci.
Krajně pravicoví militanté začali mít na sociální síti Telegram, která proslula slabou mírou moderace obsahu a vysokou mírou anonymity uživatelů, vliv až v roce 2019. V té době tam komunikovala hlavně neonacistická hnutí Atomwaffen Division, Generation Identity a Proud Boys. Ovšem po útoku na mešity v Christchurchi v březnu 2019 se na Telegram přesunuli radikálové z imageboardu 8chan, kteří se báli zvýšeného zájmu bezpečnostních složek. Během následujícího půl roku se počet uživatelů v kanálech Telegramu s tematikou nadřazenosti bílé rasy zvýšil o 120 %.
V roce 2021 britský think tank Institute for Strategic Dialogue zmapoval na Telegramu 200 neonacistických kanálů vyzývajících k teroristickým útokům. Mnoho z nich sdílelo instrukce na nákup zbraní nebo vyrábění výbušnin. Telegram sice účtům vyzývajícím k násilí udělil tzv. shadowban (v podstatě je nepromoval, ale skrýval), nicméně podle americké neziskové organizace Southern Poverty Law Center tyto postupy nefungovaly. Organizace zmapovala jeden takový kanál s šestnácti tisíci uživateli.
V letech 2023 a 2024 probíhalo ve Spojených státech amerických zatýkání hlavních přispěvatelů na Terrorgramu. Takto byli v Kalifornii obviněni Dallas Erin Humber a Matthew Robert Allison z vedení teroristické sítě na Telegramu. V New Jersey byl zatčen Andrew Takhistov, který čelí obvinění z plánovaného útoku na energetickou infrastrukturu a synagogu. Sám Takhistov přiznal, že se podílel na šíření terrorgramové propagandy. Následně byli zatčeni Brandon Russell (zakladatel Atomwaffen Division) a Sarah Beth Clandaniel za plánování sabotáže energetické infrastruktury v Baltimoru. Oba byli aktivními uživateli Terrorgramu. V prosinci 2024 byl zatčen muž v Dánsku a obviněn ze schvalování terorismu a šíření terrorgramové propagandy. Během vyšetřování se ukázalo, že byl v kontaktu s Brandonem Russellem.

## Ideologie
Terrorgram je decentralizovaný. Jeho kanály propagují různé podoby krajně pravicové neofašistické ideologie. Některé kanály jsou svou povahou ekofašistické a propagují tak „protilidskou“ ideologii, ovšem jde pouze o malou podmnožinu. Většina z kanálů je svým zaměřením tradiční krajní pravice. Termín „Terrorgram“ byl členy používán jen zřídka, terminologie nebyla univerzální. Členové také někdy sdílejí násilná a snuff videa (videa, v nichž je zobrazena reálná vražda nebo zabití).
Propagandu Terrorgramu tvoří manuály, videa, meme a podcasty. Vizuální estetika čerpá z vlivů vaporwave a fashwave. Do propagandy Terrorgramu je vetkán také silný proud ezoteriky a okultismu, který hnutí dodává mystický nádech. Někdy se tato kombinace nazývá ezoterický neonacismus.
Uživatelé Terrorgramu si vytvořili jakousi „kulturu svatých“, kdy „svatořečí“ útočníky. Posvěcení teroristy vede k jejich vstupu do jakéhosi „panteonu svatých“, které Terrorgram považuje za vzory. Mezi „svatými vzory“ byli útočníci: Brenton Tarrant, Theodore Kaczynski, Anders Behring Breivik, Timothy McVeigh, Charles Manson nebo Dylann Roof. Mezi pět kritérií „svatořečení“ patří: 1) příslušnost k bílé rase, 2) provedení úmyslného útoku s 3) motivací zabít ty, kteří „ohrožují bílou rasu“, 4) „skóre“ zabití alespoň jednoho člověka a 5) víra v ideologii bílé nadřazenosti.

## Útoky propojené s Terrorgramem
- Střelecký útok v Bratislavě 12. října 2022 (Bratislava, Slovensko, 2022)
- Střelecký útok ve škole Aracruz (Aracruz, Brazílie, 2022)
- Útok na mešitu v Eskišehir (Eskišehir, Turecko, 2024)
- Střelecký útok ve škole Abundant Life (Madison, USA, 2024)
- Střelecký útok ve škole Antioch High School (Nashville, USA, 2025)